# Hilário da Conceição
Hilário Rosário da Conceição, conhecido como Hilário MPIH • OM (Lourenço Marques, Moçambique, 19 de junho de 1939) é um antigo jogador de futebol que jogava como defensor.

## Biografia e carreira
Nascido em 1939 na cidade de Lourenço Marques (actual Maputo), é mestiço, filho de pai português e mãe africana de etnia chope. Hilário cresceu na Mafalala, um bairro periférico da capital moçambicana. Nunca conheceu o seu pai.
Começou a sua carreira no no campeonato da Associação Africana de Futebol (AFA), onde representou o Munhuanense “Azar”, equipa do bairro da Munhuana. Seguidamente jogou na filial laurentina do Sporting a partir de 1953, no então campeonato da Associação de Futebol de Lourenço Marques (AFLM). Hilário ingressou no Sporting em 1958.
A sua agressividade, carácter e entrega ao jogo eram tais que apesar de não utilizar o pé esquerdo, era praticamente inultrapassável. Hilário não pôde, todavia, dar o seu contribução na final da Taça dos Clubes Vencedores de Taças de 1964, pois num lance fortuito, a poucos dias do jogo, ele fracturou a tíbia e o perónio.
Despediu-se do futebol na final da Taça de 1973, que o Sporting venceu. Após ter abandonado a carreira, dedicou-se à função de treinador.
Em 19 de Dezembro de 1966, ele foi agraciado com a Medalha de Prata da Ordem do Infante D. Henrique. e em 18 de Março de 1989, ele foi feito Oficial da Ordem do Mérito.

## Seleção
Hilário fez 39 jogos pela Seleção Portuguesa. A sua estreia foi em 11 de Novembro de 1959 em um amistoso entre França-Portugal.
O grande momento da carreira de Hilário ocorreu na Copa do Mundo de 1966. Ele conseguiu se destacar de tal forma que foi titular indiscutível nos seis jogos e, segundo os especialistas, foi o jogador que teve um desempenho mais regular em toda a campanha.

## Títulos

### Jogador
- Primeira Liga: 1961–62, 1965–66, 1969–70
- Taça de Portugal: 1962–63, 1970–71, 1972–73
- Taça dos Clubes Vencedores de Taças: 1963–64

### Treinador
- Taça Federação Portuguesa de Futebol: 1976–77